# Betty Loh Ti
Betty Loh Ti, pseudonimo di Xi Zhong Yi (奚重儀) (cinese tradizionale: 樂蒂; cinese semplificato: 乐蒂; pinyin: Yuè Dì; Shanghai, 24 luglio 1937 – Hong Kong, 27 dicembre 1968), è stata un'attrice cinese, descritta come la Classica Bellezza Cinese.

## Biografia
Nata a Shanghai con il nome di Xi Zhongyi (cinese semplificato: 奚重仪; cinese tradizionale: 奚重儀; pinyin: Xī Zhòngyí), è stata cresciuta dalla nonna materna in seguito alla morte del padre. Nel 1949, in seguito alla conquista della Cina da parte del PCC, Betty si trasferì con la famiglia ad Hong Kong.
Diede avvio alla sua carriera cinematografica nel 1952, e durante la sua breve ma intensa vita recitò in 44 film. Durante tutta la sua carriera, fu scritturata da tre compagnie cinematografiche, la Great Wall Film Production Limited (1953–1958), lo Studio Shaw (Hong Kong) Limited (1958–1964) e la Motion Picture and General Investments Limited (1964–1968).
Nel 1962 sposò l'attore Peter Chen Ho, ed anche il fratello Kelly Lei Chen era attore scritturato con la compagnia MP&GI. Le cause della morte di Betty sono ancora incerte, sebbene prevalga l'ipotesi di suicidio.

## Principali film

### The Enchanting Shadow
Nel 1960, The Enchanting Shadow (倩女幽魂, L'ombra incantevole) fu il primo film cinese a colori ad essere trasmesso in un festival cinematografico internazionale. Nello specifico, esso fu visualizzato al Festival di Cannes dello stesso anno, dove ricevette un'accoglienza entusiasta e Betty fu lodata come la "star più bella dell'est".

### Il sogno della camera rossa
Nel 1962, Betty interpretò il ruolo di Lin Daiyu nel film tratto dal romanzo Il sogno della camera rossa, attribuito (almeno per quanto riguarda i primi 80 capitoli) allo scrittore Cao Xueqin di epoca Qing. L'opera fu bene accolta dal pubblico, sebbene non possa dirsi la stessa cosa per quanto riguarda la critica.

### The Love Eterne
Nel 1963, Betty vinse il premio come "Migliore Attrice" ai Golden Horse Awards di Taiwan, grazie al ruolo interpretato nel blockbuster The Love Eterne, film che ebbe tale successo da superare un record di vendite ai botteghini di tutto il sudest asiatico. Esso è stato più volte paragonato ad un Via col vento in versione cinese.

## Filmografia

### Great Wall Film Production Limited
- The Peerless Beauty (1953)
- Tales of the City (1954)
- Loves of the Youngsters (1955)
- Diamond Thief (1955)
- The Apartment for Women (1956)
- Sunrise (1956)
- Three Loves (1956)
- A Widow's Tears (1956)
- The Song of Harmony (1957)
- Suspicion (1957)
- The Chivalrous Songstress (1957)
- Love Affairs of a Confirmed Bachelor (1959)

### Studio Shaw
- The Magic Touch (1958)
- Love Letter Murder (1959)
- The Adventures of the Thirteenth Sister (1959)
- The Deformed (1959)
- The Malayan Affair (1960)
- Back Door (1960)
- Love Thy Neighbour (1960)
- The Enchanting Shadow (1960)
- When the Peach Blossoms Bloom (1960)
- The Rose of Summer (1961)
- The Pistol (1961)
- The Bride Napping (1962)
- Dream of the Red Chamber (1962)
- Mid-Nightmare (Parte uno) (1962)
- Mid-Nightmare (Parte due) (1963)
- Revenge of a Swordswoman (1963)
- The Love Eterne (1963)
- My Lucky Star (1963)
- The Dancing Millionairess (1964)
- The Story of Sue San (1964)
- Sons of the Good Earth (1965)

### Motion Picture and General Investments Limited
- A Beggar's Daughter (1965)
- The Longest Night (1965)
- The Lucky Purse (1966)
- Lady in the Moon (1966)
- A Debt of Blood (1966)
- The Magic Fan (1967)
- Darling, Stay at Home (1968)
- Travels with a Sword (1968)
- Red Plum Pavilion (1968)